# BMW 507
Der BMW 507 ist ein zweisitziger Roadster von BMW. Das wie der BMW 503 von Albrecht Graf von Goertz entworfene Modell gilt als Ikone des Automobildesigns. Fahrgestell und Motor entsprechen denen der Limousine BMW 502.

## Geschichte

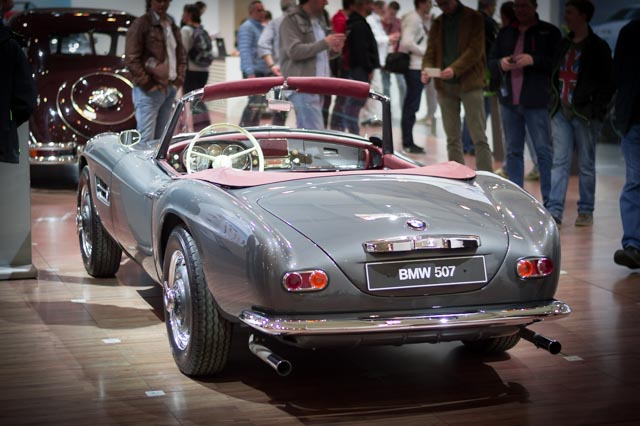
BMW 507 auf der Technoclassica 2016

Vorgestellt wurde der BMW 507 im Spätsommer 1955 auf der IAA in Frankfurt. Es wurden zwei Fahrzeuge zur Messe fertig gestellt, eine grau-blaue Version mit 165 PS, welche im Außenbereich der Messe zur Vorführung für Probefahrten zur Verfügung stand, während ein zweites Modell, das in weiß gehalten war, direkt am Messe-Stand von BMW ausgestellt wurde, weshalb diese Version auch nur über eine Motoren- sowie eine Bremsenattrappe verfügte. An der Entscheidung zur Entwicklung des Fahrzeugs hatte der US-Importeur von BMW, Max Hoffman, wesentlichen Anteil. Er sah in den USA erhebliche Absatzchancen. Die Produktion lief von Herbst 1956 bis Sommer 1959. Zu den prominenten Käufern des Wagens zählen unter anderem Alain Delon, John Surtees, Ursula Andress, Toni Sailer, Elvis Presley und der damalige Kronprinz Konstantin II. von Griechenland. Darüber hinaus war der BMW 507 auch in zahlreichen Kinofilmen präsent, wie in der deutschen Komödie Hula-Hopp, Conny mit Cornelia Froboess und Rex Gildo von 1959, in Fantomas von 1964 mit Louis de Funès oder in Luchino Viscontis Tragödie Vaghe stelle del'Orsa... mit Claudia Cardinale.
Angetrieben wird der Wagen durch einen 110 kW (150 PS) starken Achtzylinder-V-Motor mit 3168 cm³ Hubraum. Als Sonderausstattung wurde auch eine 165-PS-Variante des Motors mit geänderter Verdichtung angeboten (zusammen mit einer längeren Übersetzung sind 220 km/h möglich). Sowohl das Motorgehäuse als auch die Karosserie sind aus Aluminium gefertigt. Das Leergewicht des Fahrzeugs beträgt 1330 kg (einschließlich 110 Litern Benzin). Technisch basiert der BMW 507 auf der Limousine BMW 501/502: Kastenrahmen, vordere Einzelradaufhängung und hintere Starrachse mit Drehstabfederung rundum. Eine Besonderheit des BMW 507 war – wie bei den Modellen 501/502, 503 und BMW 3200 CS – die Einbaulage des Getriebes: Es war nicht wie bei anderen Automobilen direkt an die Kupplungsglocke angeflanscht, sondern in Höhe der Vordersitze elastisch am Rahmen befestigt und durch eine kurze Gelenkwelle mit der Kupplung verbunden. Vorteile dieser Anordnung waren ein weiter hinten liegender Schwerpunkt und die Möglichkeit, den Motor weicher zu lagern. Die Kupplung konnte ohne Getriebeausbau getauscht werden. Außerdem wurde der vordere Fußraum nicht durch die lange Kupplungs-/Getriebeeinheit eingeengt.
Die ersten 43 Fahrzeuge (gebaut vor März 1957) werden als Serie I bezeichnet, alle folgenden als Serie II. Die wichtigsten Unterscheidungsmerkmale sind dabei der Tankeinfüllstutzen, der nun nicht mehr auf dem Fahrzeug hinter dem Cabrioverdeck saß, sondern im hinteren rechten Kotflügel, sowie das neue Armaturenbrett mit integriertem Lautsprecher und vergrößertem Handschuhfach.
Das Fahrzeug kostete 1957 rund 26.500 D-Mark, was nach rein rechnerischer Inflationsberücksichtigung in heutiger Währung etwa 77.000 Euro entspricht. Erhellender ist allerdings der Vergleich mit dem Bruttojahreseinkommen eines durchschnittlichen Arbeitnehmers, das sich 1957 auf lediglich 5043 D-Mark belief. Der Kaufpreis des Wagens entsprach somit dem ca. 5,5-fachen Bruttojahresentgelt eines damaligen Arbeitnehmers. Für das Jahr 2016 zeigt dieselbe statistische Zahlenreihe einen Wert von 36.267 Euro, woraus sich ein heutiger fiktiver Kaufpreis von knapp unter 200.000 Euro ableiten ließe (36.267 Euro mal 5,5).
Damit kostete er ähnlich viel wie der Mercedes-Benz 300 SL, der ab Frühjahr 1957 nicht mehr als Coupé mit Flügeltüren, sondern ausschließlich als Roadster angeboten wurde. Vom BMW 507 wurden 252 Stück gefertigt. Vom Mercedes-Benz 300 SL entstanden insgesamt 3258 Coupés und Roadster.
Von den 252 gebauten Fahrzeugen sind noch etwa 220 erhalten; davon befinden sich fünf Wagen in BMW-Besitz. Der BMW 507 ist ein beliebtes Sammlerstück. Im Sommer 2018 wurde das Exemplar mit der Chassis-Nr. 70067 (Baujahr 1957) aus dem Nachlass des britischen Rennfahrers John Surtees vom Auktionshaus Bonhams für 3.809.500 Pfund Sterling beim „Goodwood Festival of Speed Sale“ (Los 330) versteigert.
Der BMW 507 (Chassis-Nr.: 70079) war ein Werksfahrzeug mit dem 165-PS-Motor und wurde mit dem Kennzeichen M JX 800 von Hans Stuck vorgeführt und auch erfolgreich bei Bergrennen eingesetzt. Elvis Presley kaufte im Dezember 1958 als GI während seiner Dienstzeit in Bad Nauheim genau diesen, den er im August 1959 rot lackieren ließ. 1962 tauchte der Wagen in Alabama auf, erhielt einen Ford-V8 und weitere US-Technik. 1968 kaufte ihn der kalifornische Luftfahrtingenieur Jack Castor († 4. November 2014), er fuhr ihn aber nur sporadisch, bevor er ihn etwa 1974 in einer Lagerhalle abstellte. Das BMW Museum in München zeigte das Fahrzeug im August 2014 im unrestaurierten Zustand – dem Wagen fehlten viele Bauteile bis hin zum Motor selbst. Zwischenzeitlich wurde er von BMW Classic restauriert. Die BMW Group Classic hatte für die Arbeiten eine Dauer von zwei Jahren angesetzt. Der restaurierte Wagen wurde von BMW 2016 beim Pebble Beach Concours d’Elegance präsentiert.

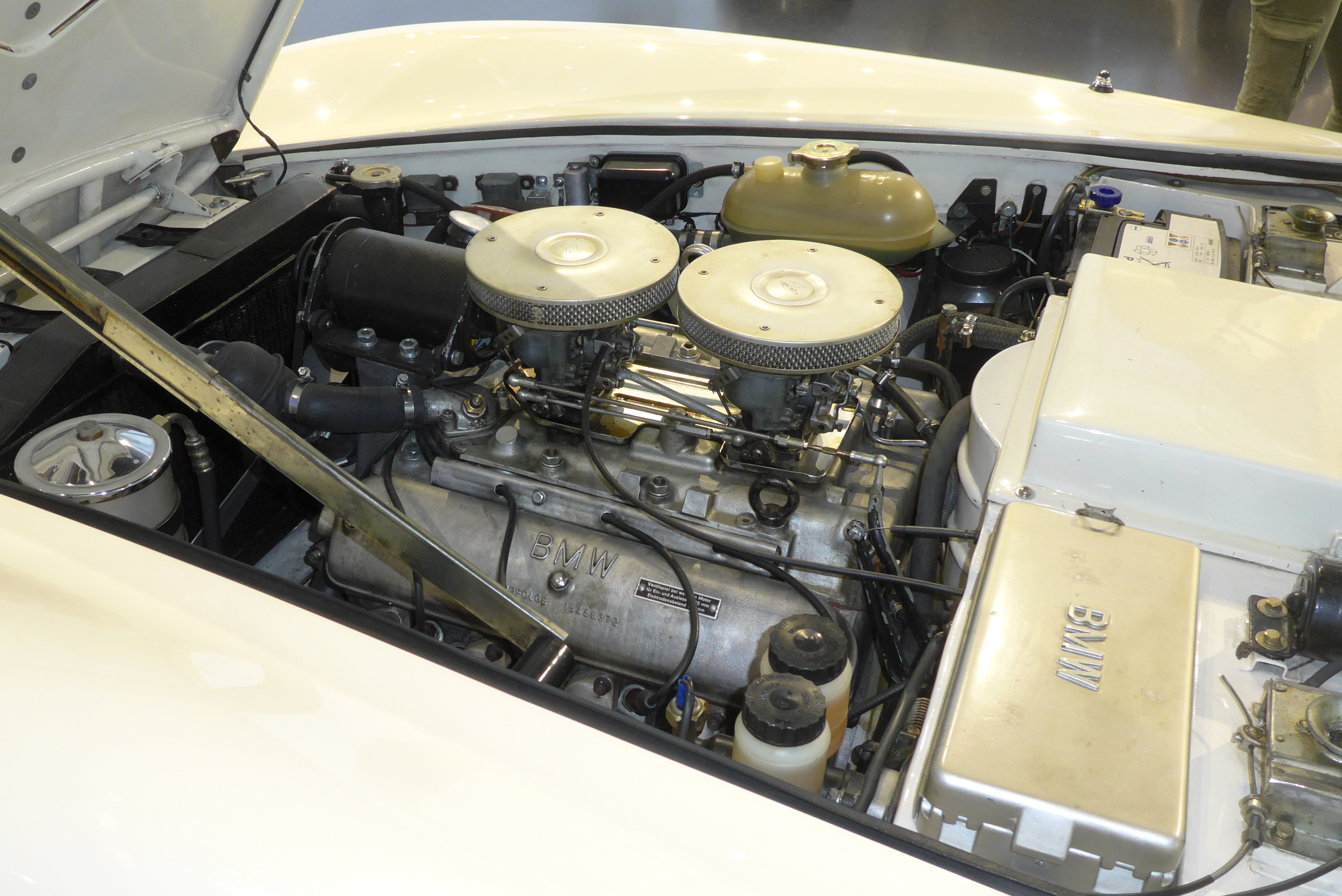
Motorraum
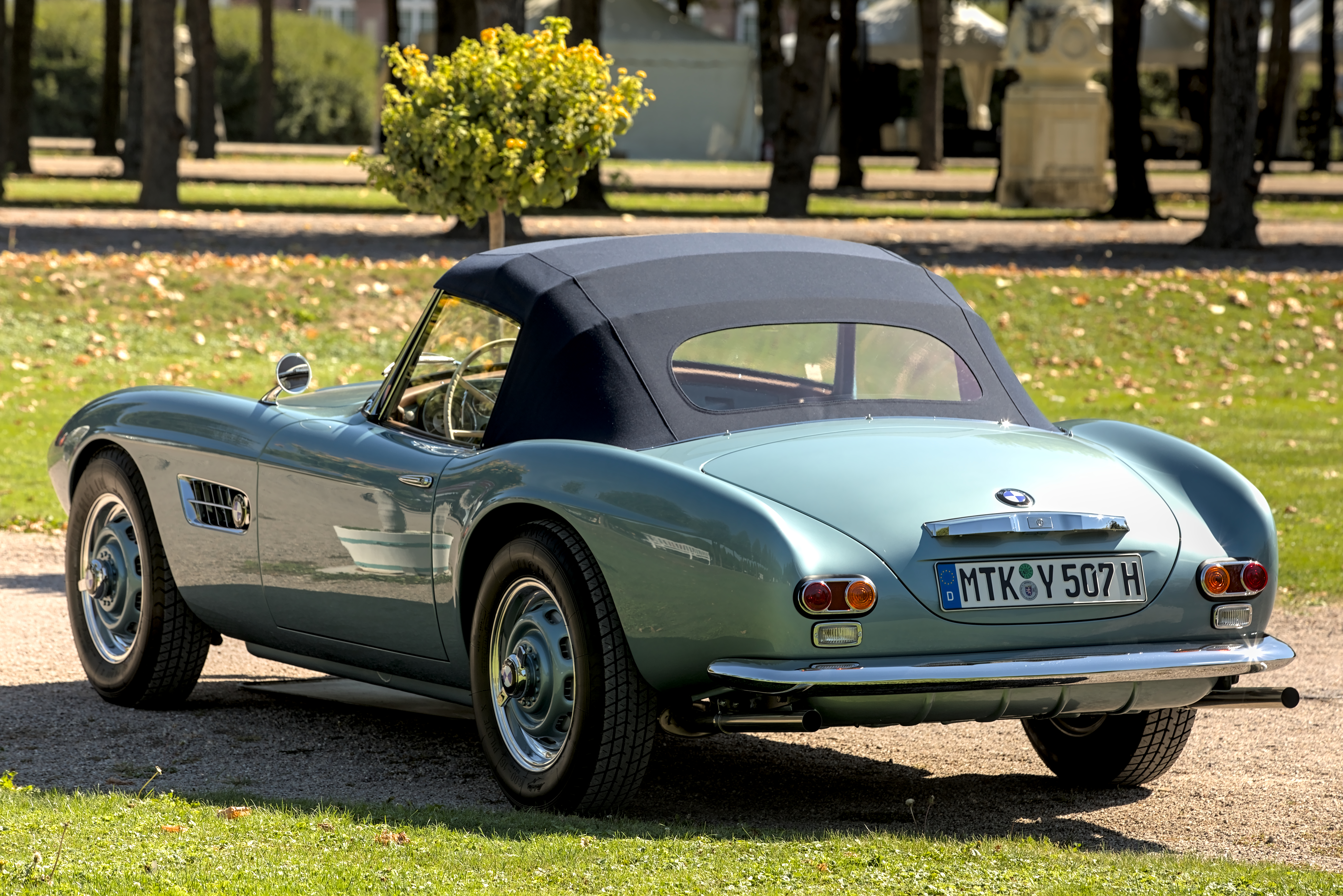
Heckansicht geschlossen
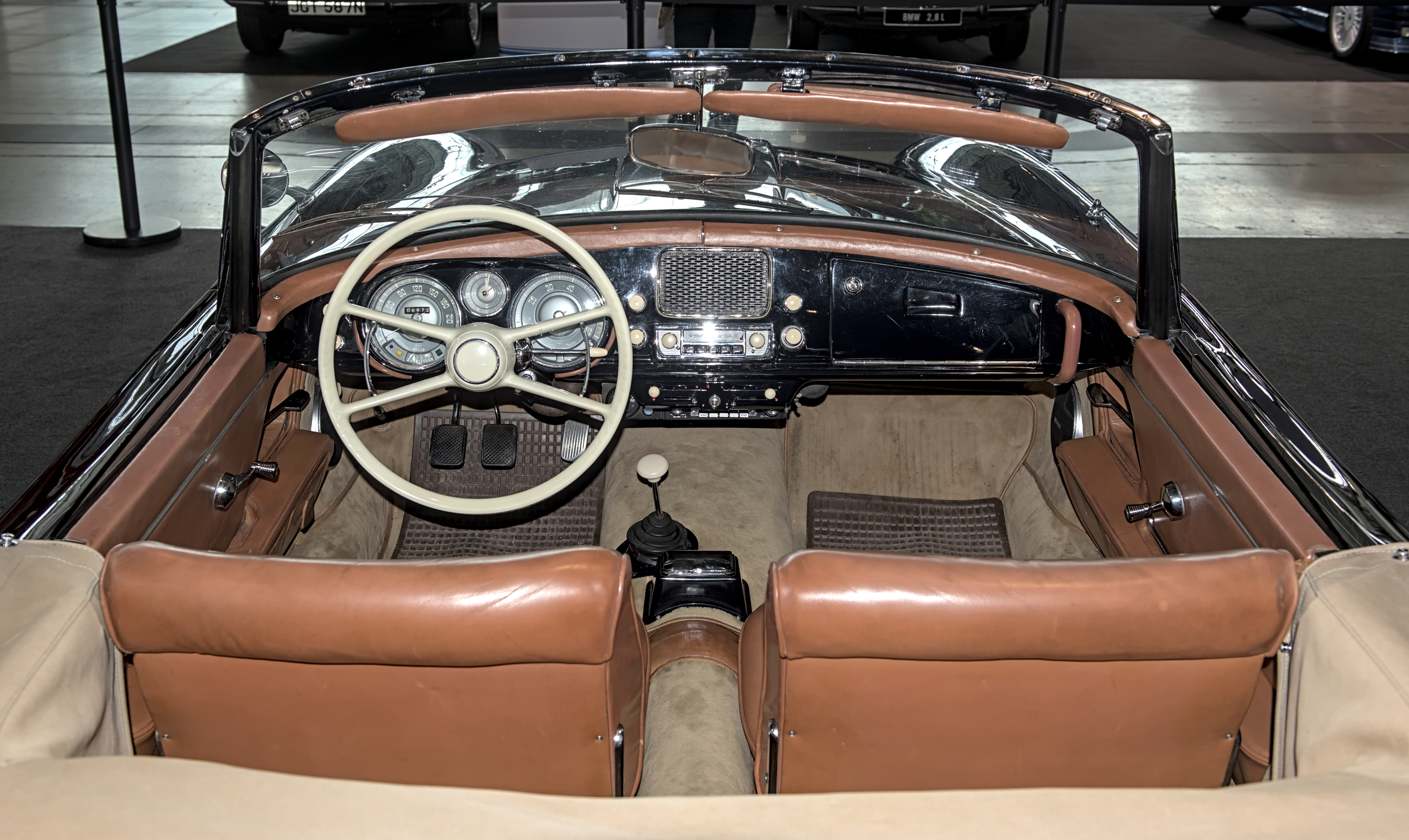
Innenraum
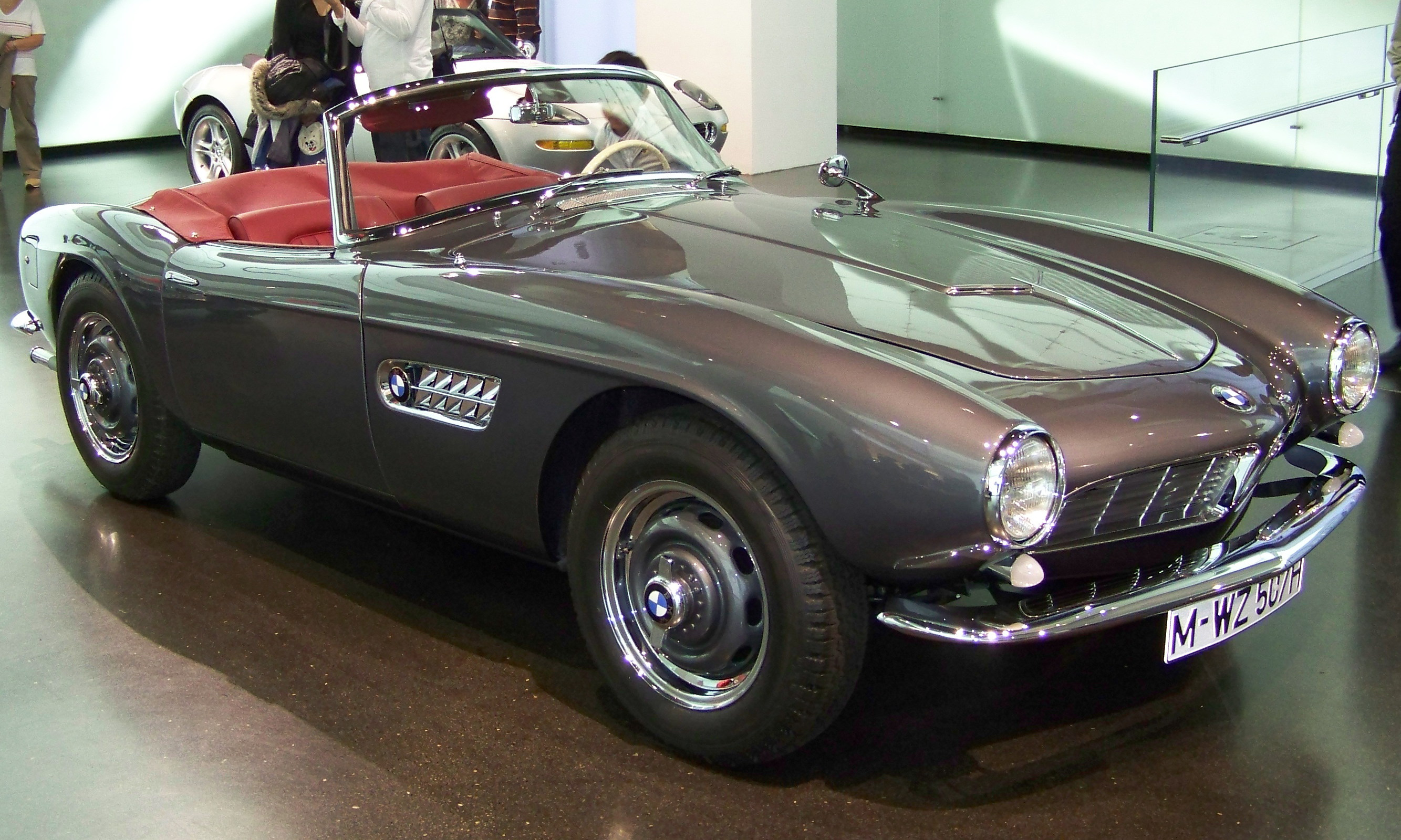
Ein BMW 507 im BMW Museum

Ende der 1990er Jahre nahmen sich die Designer des Roadsters BMW Z8 die Formgebung des BMW 507 zum Vorbild, was unter anderem an den Frontscheinwerfern, der langgezogenen BMW-Niere und den seitlichen Kiemen zu erkennen ist.
Auf dem BMW 507 mit der Fahrgestellnummer 70184 basierte die Design-Studie BMW 3200 Michelotti Vignale von 1959.
Marcello Gandini gestaltete 1969 für Bertone auf BMW-E3-Basis das Konzeptauto Spicup, das als Vorschlag für einen Nachfolger des 507 gedacht war. BMW griff Bertones Konzept allerdings nicht auf.
Zum 2. April 2015 gab das Bundesministerium der Finanzen in Deutschland eine Sondermarke der Briefmarkenserie „klassische deutsche Automobile“ zu einem Nennwert von 1,45 Euro aus, auf der der BMW 507 abgebildet ist.

## Technische Daten
|                                | BMW 507                                                           |
| Motorkenndaten                 |                                                                   |
| Motortyp                       | 8 Zylinder V-Motor                                                |
| Ventilsteuerung                | Duplexkette, zentrale Nockenwelle, Stößel, Stoßstangen, Kipphebel |
| Gemischaufbereitung            | 2 Doppel-Fallstromvergaser Zenith 32 NDIX                         |
| Kühlung                        | Wasserkühlung (10 l)                                              |
| Bohrung × Hub                  | 82 × 75 mm                                                        |
| Hubraum                        | 3168 cm³                                                          |
| Verdichtungsverhältnis         | 7,8:1                                                             |
| max. Leistung                  | 112 kW (150 PS) bei 5000 min−1                                    |
| max. Drehmoment                | 235 Nm bei 4000 min−1                                             |
| Kraftübertragung               |                                                                   |
| Antrieb                        | Hinterradantrieb                                                  |
| Getriebe                       | 4-Gang-Schaltgetriebe                                             |
| Messwerte                      |                                                                   |
| Höchstgeschwindigkeit          | 190–220 km/h                                                      |
| Beschleunigung, 0–100 km/h     | 11,5 s                                                            |
| Kraftstoffverbrauch auf 100 km | 17 l S                                                            |
| Kraftstofftank                 | 65 l oder 110 l                                                   |